# Giải vô địch bóng đá thế giới 2006
Giải vô địch bóng đá thế giới 2006 (hay Cúp bóng đá thế giới 2006, tiếng Anh: 2006 FIFA World Cup, tiếng Đức: FIFA Fußball-Weltmeisterschaft Deutschland 2006) là lần tổ chức thứ 18 của giải vô địch bóng đá thế giới, diễn ra tại 12 thành phố của Đức từ ngày 9 tháng 6 đến ngày 9 tháng 7 năm 2006. Đây là lần thứ hai giải đấu được tổ chức ở Đức (lần trước là vào năm 1974 ở Tây Đức), đồng thời Đức trở thành quốc gia thứ ba của châu Âu (sau Pháp và Ý) hai lần đăng cai giải đấu.
Ý có lần thứ tư giành chức vô địch thế giới sau khi đánh bại Pháp 5–3 trên chấm luân lưu (hai đội hòa nhau 1–1 sau 120 phút) trong trận chung kết được tổ chức tại sân vận động Olympic ở Berlin.
Việc bán bản quyền phát sóng và tài trợ đã góp phần thành công cho giải đấu. Trong thời kì diễn ra World Cup 2006, người ta ước tính rằng có khoảng 26,29 tỉ lượt người xem trực tuyến. Giải đấu đã thu hút được 715.1 triệu khán giả trên khắp thế giới. World Cup 2006 xếp hạng thứ bốn về số lượng người theo dõi, sau các kỳ World Cup 1990, 1994, 2002. World Cup 2006 đã diễn ra thành công ở Đức, nhờ đó nước chủ nhà đã quảng bá được hình ảnh của mình ra khắp thế giới. Với tư cách là đội chiến thắng, Ý giành quyền tham dự Cúp Liên đoàn các châu lục 2009.

## Lựa chọn nước chủ nhà
Việc bỏ phiếu để lựa chọn nước chủ nhà tổ chức World Cup 2006 bắt đầu được tổ chức vào tháng 7 năm 2000 tại Zürich, Thụy Sĩ. Trong đó, bốn ứng viên sáng giá bao gồm: Đức, Nam Phi, Anh và Maroc. Ba vòng bỏ phiếu lần lượt diễn ra để loại ra quốc gia có số phiếu ít nhất của mỗi vòng. Vòng thứ ba được tổ chức vào ngày 7 tháng 7 năm 2000 và Đức đã trở thành nước chủ nhà khi có nhiều phiếu hơn Nam Phi.
Sau đó, quyết định chọn Đức đăng cai tổ chức World Cup 2006 đã gây tranh cãi trong dư luận . Kết quả được trình bày trong bảng sau:
| Kết quả  | Kết quả | Kết quả | Kết quả |
| Quốc gia | Vòng 1  | Vòng 2  | Vòng 3  |
| -------- | ------- | ------- | ------- |
| Đức      | 10      | 11      | 12      |
| Nam Phi  | 6       | 11      | 11      |
| Anh      | 5       | 2       | –       |
| Maroc    | 3       | –       | –       |

## Sân vận động
| Berlin                                          | Dortmund | München | Stuttgart                                         |
| ----------------------------------------------- | --- | --- | ------------------------------------------------- |
| Olympiastadion                                  | Signal Iduna Park | Allianz Arena | Gottlieb-Daimler-Stadion                          |
| 52°30′53″B 13°14′22″Đ / 52,51472°B 13,23944°Đ   | 51°29′33,25″B 7°27′6,63″Đ / 51,48333°B 7,45°Đ                                                                                                | 48°13′7,59″B 11°37′29,11″Đ / 48,21667°B 11,61667°Đ                                                                                           | 48°47′32,17″B 9°13′55,31″Đ / 48,78333°B 9,21667°Đ |
| Sức chứa: 72.000                                | Sức chứa: 65.000 | Sức chứa: 66.000 | Sức chứa: 52.000                                  |
|                                                 | | |                                                   |
| Gelsenkirchen                                   | BerlinDortmundMünchenStuttgartGelsenkirchenHamburgFrankfurtKölnHannoverLeipzigKaiserslauternNürnbergGiải vô địch bóng đá thế giới 2006 (Đức) | BerlinDortmundMünchenStuttgartGelsenkirchenHamburgFrankfurtKölnHannoverLeipzigKaiserslauternNürnbergGiải vô địch bóng đá thế giới 2006 (Đức) | Hamburg                                           |
| Veltins-Arena                                   | BerlinDortmundMünchenStuttgartGelsenkirchenHamburgFrankfurtKölnHannoverLeipzigKaiserslauternNürnbergGiải vô địch bóng đá thế giới 2006 (Đức) | BerlinDortmundMünchenStuttgartGelsenkirchenHamburgFrankfurtKölnHannoverLeipzigKaiserslauternNürnbergGiải vô địch bóng đá thế giới 2006 (Đức) | AOL Arena                                         |
| 51°33′16,21″B 7°4′3,32″Đ / 51,55°B 7,06667°Đ    | BerlinDortmundMünchenStuttgartGelsenkirchenHamburgFrankfurtKölnHannoverLeipzigKaiserslauternNürnbergGiải vô địch bóng đá thế giới 2006 (Đức) | BerlinDortmundMünchenStuttgartGelsenkirchenHamburgFrankfurtKölnHannoverLeipzigKaiserslauternNürnbergGiải vô địch bóng đá thế giới 2006 (Đức) | 53°35′13,77″B 9°53′55,02″Đ / 53,58333°B 9,88333°Đ |
| Sức chứa: 52.000                                | BerlinDortmundMünchenStuttgartGelsenkirchenHamburgFrankfurtKölnHannoverLeipzigKaiserslauternNürnbergGiải vô địch bóng đá thế giới 2006 (Đức) | BerlinDortmundMünchenStuttgartGelsenkirchenHamburgFrankfurtKölnHannoverLeipzigKaiserslauternNürnbergGiải vô địch bóng đá thế giới 2006 (Đức) | Sức chứa: 50.000                                  |
|                                                 | BerlinDortmundMünchenStuttgartGelsenkirchenHamburgFrankfurtKölnHannoverLeipzigKaiserslauternNürnbergGiải vô địch bóng đá thế giới 2006 (Đức) | BerlinDortmundMünchenStuttgartGelsenkirchenHamburgFrankfurtKölnHannoverLeipzigKaiserslauternNürnbergGiải vô địch bóng đá thế giới 2006 (Đức) |                                                   |
| Frankfurt                                       | BerlinDortmundMünchenStuttgartGelsenkirchenHamburgFrankfurtKölnHannoverLeipzigKaiserslauternNürnbergGiải vô địch bóng đá thế giới 2006 (Đức) | BerlinDortmundMünchenStuttgartGelsenkirchenHamburgFrankfurtKölnHannoverLeipzigKaiserslauternNürnbergGiải vô địch bóng đá thế giới 2006 (Đức) | Köln                                              |
| Commerzbank-Arena5                              | BerlinDortmundMünchenStuttgartGelsenkirchenHamburgFrankfurtKölnHannoverLeipzigKaiserslauternNürnbergGiải vô địch bóng đá thế giới 2006 (Đức) | BerlinDortmundMünchenStuttgartGelsenkirchenHamburgFrankfurtKölnHannoverLeipzigKaiserslauternNürnbergGiải vô địch bóng đá thế giới 2006 (Đức) | RheinEnergieStadion6                              |
| 50°4′6,86″B 8°38′43,65″Đ / 50,06667°B 8,63333°Đ | BerlinDortmundMünchenStuttgartGelsenkirchenHamburgFrankfurtKölnHannoverLeipzigKaiserslauternNürnbergGiải vô địch bóng đá thế giới 2006 (Đức) | BerlinDortmundMünchenStuttgartGelsenkirchenHamburgFrankfurtKölnHannoverLeipzigKaiserslauternNürnbergGiải vô địch bóng đá thế giới 2006 (Đức) | 50°56′0,59″B 6°52′29,99″Đ / 50,93333°B 6,86667°Đ  |
| Sức chứa: 48.000                                | BerlinDortmundMünchenStuttgartGelsenkirchenHamburgFrankfurtKölnHannoverLeipzigKaiserslauternNürnbergGiải vô địch bóng đá thế giới 2006 (Đức) | BerlinDortmundMünchenStuttgartGelsenkirchenHamburgFrankfurtKölnHannoverLeipzigKaiserslauternNürnbergGiải vô địch bóng đá thế giới 2006 (Đức) | Sức chứa: 45.000                                  |
|                                                 | BerlinDortmundMünchenStuttgartGelsenkirchenHamburgFrankfurtKölnHannoverLeipzigKaiserslauternNürnbergGiải vô địch bóng đá thế giới 2006 (Đức) | BerlinDortmundMünchenStuttgartGelsenkirchenHamburgFrankfurtKölnHannoverLeipzigKaiserslauternNürnbergGiải vô địch bóng đá thế giới 2006 (Đức) |                                                   |
| Hannover                                        | Leipzig | Kaiserslautern | Nürnberg                                          |
| AWD-Arena                                       | Zentralstadion | Sân vận động Fritz Walter | EasyCredit Stadion                                |
| 52°21′36,24″B 9°43′52,31″Đ / 52,35°B 9,71667°Đ  | 51°20′44,86″B 12°20′53,59″Đ / 51,33333°B 12,33333°Đ                                                                                          | 49°26′4,96″B 7°46′35,24″Đ / 49,43333°B 7,76667°Đ                                                                                             | 49°25′34″B 11°7′33″Đ / 49,42611°B 11,12583°Đ      |
| Sức chứa: 43.000                                | Sức chứa: 43.000 | Sức chứa: 46.000 | Sức chứa: 41.000                                  |
|                                                 | | |                                                   |

## Vòng loại
Có tất cả 198 đội bóng tham gia vòng loại ở sáu châu lục (hầu hết là thành viên của FIFA), trở thành giải đấu có số lượng đội tham gia nhiều nhất trong lịch sử. Quá trình vòng loại bắt đầu từ tháng 9 năm 2003 và kết thúc vào ngày 17 tháng 11 năm 2005 với hơn 800 trận đấu và 2400 bàn thắng.
Ngoài đội chủ nhà Đức được vào thẳng vòng chung kết, 31 đội tuyển khác cũng sẽ được sàng lọc từ vòng loại. Brasil, đội đương kim vô địch, cũng phải tham dự vòng loại do FIFA đã bãi bỏ suất đặc cách cho đội đương kim vô địch kể từ giải lần này.

### Các đội giành quyền tham dự

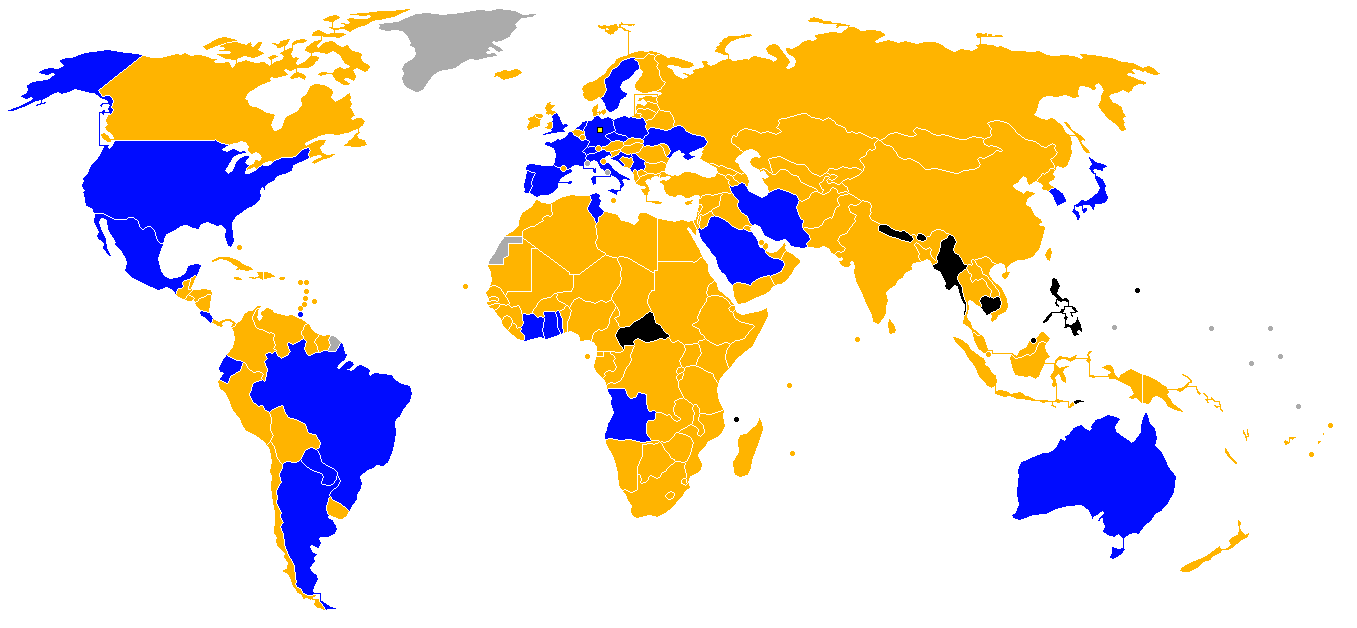
Đội giành quyền tham dự World Cup
Đội không vượt qua vòng loại
Đội không tham dự vòng loại
Đội không phải là thành viên của FIFA

| AFC (4) - Iran (23) - Nhật Bản (18) - Ả Rập Xê Út (34) - Hàn Quốc (29) CAF (5) - Angola (57) - Ghana (48) - Bờ Biển Ngà (32) - Togo (61) - Tunisia (21) | CONCACAF (4) - Costa Rica (26) - México (4) - Trinidad và Tobago (47) - Hoa Kỳ (5) CONMEBOL (4) - Argentina (9) - Brasil (1) - Ecuador (39) - Paraguay (33) OFC (1) - Úc (42) | UEFA (14) - Croatia (23) - Cộng hòa Séc (2) - Anh (10) - Pháp (8) - Đức (19) (chủ nhà) - Ý (13) - Hà Lan (3) - Ba Lan (29) - Bồ Đào Nha (7) - Serbia và Montenegro (44) - Tây Ban Nha (5) - Thụy Điển (16) - Thụy Sĩ (35) - Ukraina (45) |  |  |

## Danh sách trọng tài
| Liên đoàn khu vực | Trọng tài                           | Trợ lý trọng tài                                                                |
| ----------------- | ----------------------------------- | ------------------------------------------------------------------------------- |
| AFC               | Kamikawa Toru (Nhật Bản)            | Hiroshima Yoshikazu (Nhật Bản) Kim Dae-Young (Hàn Quốc)                         |
| AFC               | Shamsul Maidin (Singapore)          | Prachya Permpanich (Thái Lan) Eisa Ghoulom (UAE)                                |
| CAF               | Coffi Codjia (Bénin)                | Aboudou Aderodjou (Bénin) Célestin Ntagungira (Rwanda)                          |
| CAF               | Essam Abd El Fatah (Ai Cập)         | Dramane Dante (Mali) Mamadou N'Doye (Sénégal)                                   |
| CONCACAF          | Benito Archundia (México)           | José Ramírez (México) Héctor Vergara (Canada)                                   |
| CONCACAF          | Marco Rodríguez (México)            | José Luis Camargo (México) Leonel Leal (Costa Rica)                             |
| CONMEBOL          | Horacio Elizondo (Argentina)        | Darío García (Argentina) Rodolfo Otero (Argentina)                              |
| CONMEBOL          | Carlos Simon (Brasil)               | Aristeu Tavares (Brasil) Ednílson Corona (Brasil)                               |
| CONMEBOL          | Óscar Ruiz (Colombia)               | José Navia (Colombia) Fernando Tamayo (Ecuador)                                 |
| CONMEBOL          | Carlos Amarilla (Paraguay)          | Amelio Andino (Paraguay) Manuel Bernal (Paraguay)                               |
| CONMEBOL          | Jorge Larrionda (Uruguay)           | Wálter Rial (Uruguay) Pablo Fandiño (Uruguay)                                   |
| OFC               | Mark Shield (Úc)                    | Nathan Gibson (Úc) Ben Wilson (Úc)                                              |
| UEFA              | Frank De Bleeckere (Bỉ)             | Peter Hermans (Bỉ) Walter Vromans (Bỉ)                                          |
| UEFA              | Graham Poll (Anh)                   | Philip Sharp (Anh) Glenn Turner (Anh)                                           |
| UEFA              | Éric Poulat (Pháp)                  | Lionel Dagorne (Pháp) Vincent Texier (Pháp)                                     |
| UEFA              | Markus Merk (Đức)                   | Jan-Hendrik Salver (Đức) Christian Schraer (Đức)                                |
| UEFA              | Roberto Rosetti (Ý)                 | Alessandro Stagnelli (Ý) Cristiano Copelli (Ý)                                  |
| UEFA              | Valentin Ivanov (Nga)               | Nikolay Golubev (Nga) Evgueni Volnin (Nga)                                      |
| UEFA              | Ľuboš Micheľ (Slovakia)             | Roman Slyško (Slovakia) Martin Balko (Slovakia)                                 |
| UEFA              | Luis Medina Cantalejo (Tây Ban Nha) | Victoriano Giraldez Carrasco (Tây Ban Nha) Pedro Medina Hernández (Tây Ban Nha) |
| UEFA              | Massimo Busacca (Thụy Sĩ)           | Francesco Buragina (Thụy Sĩ) Matthias Arnet (Thụy Sĩ)                           |

## Danh sách cầu thủ tham dự giải
Mỗi đội tuyển tham gia vòng chung kết có quyền đăng ký 23 cầu thủ, trong đó có tối thiểu ba thủ môn. Hạn cuối cùng để nộp danh sách là ngày 15 tháng 5 năm 2006. Trong trường hợp chấn thương vào phút chót, các đội tuyển có thể thay đổi danh sách chậm nhất là vào 24 giờ trước trận đấu khai mạc giải.

## Lễ bốc thăm và thể thức thi đấu

### Các nhóm bốc thăm
Lễ bốc thăm để thành lập các bảng cho VCK World Cup 2006 đã diễn ra ngày 9 tháng 12 năm 2005 tại Trung tâm triển lãm Leipzig (Đức) với sự có mặt của khoảng 6720 khách mời. Người dẫn chương trình trong lễ bốc thăm là siêu mẫu Heidi Klum.
32 đội tuyển tham dự giải được chia ra làm năm nhóm tại lễ bốc thăm, mỗi bảng đấu sẽ có một đội thuộc mỗi nhóm. Nhóm một là nhóm hạt giống bao gồm các đội tuyển hạt giống. Nhóm hai là nhóm các đội tuyển châu Phi, Nam Mỹ và châu Úc. Nhóm thứ 3 là nhóm các đội tuyển châu Âu không phải là hạt giống. Nhóm thứ 4 gồm các đội châu Á và khu vực CONCACAF. Đội tuyển Serbia và Montenegro vào một nhóm riêng để không thể có ba đội châu Âu rơi vào cùng một bảng và chắc chắn sẽ phải gặp một trong ba đội hạt giống là Brasil, Argentina, México. Ở giải năm nay, các đội không may mắn khi rơi vào bảng được coi là tử thần là các bảng C và E .
| Nhóm hạt giống                                                                 | Nhóm hai                                                                | Nhóm ba                                                                               | Nhóm bốn                                                                            | Nhóm đặc biệt        |
| ------------------------------------------------------------------------------ | ----------------------------------------------------------------------- | ------------------------------------------------------------------------------------- | ----------------------------------------------------------------------------------- | -------------------- |
| Argentina · Brasil · Anh · Pháp · Đức (đội chủ nhà) · Ý · México · Tây Ban Nha | Angola · Úc · Ecuador · Ghana · Bờ Biển Ngà · Paraguay · Togo · Tunisia | Croatia · Cộng hòa Séc · Hà Lan · Ba Lan · Bồ Đào Nha · Thụy Điển · Thụy Sĩ · Ukraina | Costa Rica · Iran · Nhật Bản · Ả Rập Xê Út · Hàn Quốc · Trinidad và Tobago · Hoa Kỳ | Serbia và Montenegro |

## Vòng chung kết

### Vòng bảng
Giờ thi đấu tính theo giờ địa phương (GMT +2)
| Màu sắc được sử dụng trong bảng | Màu sắc được sử dụng trong bảng                  |
| ------------------------------- | ------------------------------------------------ |
|                                 | Đội nhất và nhì bảng giành quyền vào vòng 16 đội |

#### Bảng A
| VT | Đội        | ST | T | H | B | BT | BB | HS | Đ | Giành quyền tham dự                     |
| -- | ---------- | -- | - | - | - | -- | -- | -- | - | --------------------------------------- |
| 1  | Đức (H)    | 3  | 3 | 0 | 0 | 8  | 2  | +6 | 9 | Giành quyền vào vòng đấu loại trực tiếp |
| 2  | Ecuador    | 3  | 2 | 0 | 1 | 5  | 3  | +2 | 6 | Giành quyền vào vòng đấu loại trực tiếp |
| 3  | Ba Lan     | 3  | 1 | 0 | 2 | 2  | 4  | −2 | 3 |                                         |
| 4  | Costa Rica | 3  | 0 | 0 | 3 | 3  | 9  | −6 | 0 |                                         |

| 9 tháng 6 năm 2006  |       |            |                                 |
| Đức                 | 4 - 2 | Costa Rica | Allianz Arena, München          |
| Ba Lan              | 0 - 2 | Ecuador    | Arena AufSchalke, Gelsenkirchen |
| 14 tháng 6 năm 2006 |       |            |                                 |
| Đức                 | 1 - 0 | Ba Lan     | Signal Iduna Park, Dortmund     |
| 15 tháng 6 năm 2006 |       |            |                                 |
| Ecuador             | 3 - 0 | Costa Rica | AOL Arena, Hamburg              |
| 20 tháng 6 năm 2006 |       |            |                                 |
| Ecuador             | 0 - 3 | Đức        | Olympiastadion, Berlin          |
| Costa Rica          | 1 - 2 | Ba Lan     | AWD-Arena, Hannover             |

#### Bảng B
| VT | Đội                | ST | T | H | B | BT | BB | HS | Đ | Giành quyền tham dự                     |
| -- | ------------------ | -- | - | - | - | -- | -- | -- | - | --------------------------------------- |
| 1  | Anh                | 3  | 2 | 1 | 0 | 5  | 2  | +3 | 7 | Giành quyền vào vòng đấu loại trực tiếp |
| 2  | Thụy Điển          | 3  | 1 | 2 | 0 | 3  | 2  | +1 | 5 | Giành quyền vào vòng đấu loại trực tiếp |
| 3  | Paraguay           | 3  | 1 | 0 | 2 | 2  | 2  | 0  | 3 |                                         |
| 4  | Trinidad và Tobago | 3  | 0 | 1 | 2 | 0  | 4  | −4 | 1 |                                         |

| 10 tháng 6 năm 2006 |       |                    |                                           |
| Anh                 | 1 - 0 | Paraguay           | Commerzbank-Arena, Frankfurt              |
| Trinidad và Tobago  | 0 - 0 | Thụy Điển          | Signal Iduna Park, Dortmund               |
| 15 tháng 6 năm 2006 |       |                    |                                           |
| Anh                 | 2 - 0 | Trinidad và Tobago | EasyCredit-Stadion, Nuremberg             |
| Thụy Điển           | 1 - 0 | Paraguay           | Olympiastadion, Berlin                    |
| 20 tháng 6 năm 2006 |       |                    |                                           |
| Thụy Điển           | 2 - 2 | Anh                | RheinEnergieStadion, Cologne              |
| Paraguay            | 2 - 0 | Trinidad và Tobago | Sân vận động Fritz Walter, Kaiserslautern |

#### Bảng C
| VT | Đội                  | ST | T | H | B | BT | BB | HS | Đ | Giành quyền tham dự                     |
| -- | -------------------- | -- | - | - | - | -- | -- | -- | - | --------------------------------------- |
| 1  | Argentina            | 3  | 2 | 1 | 0 | 8  | 1  | +7 | 7 | Giành quyền vào vòng đấu loại trực tiếp |
| 2  | Hà Lan               | 3  | 2 | 1 | 0 | 3  | 1  | +2 | 7 | Giành quyền vào vòng đấu loại trực tiếp |
| 3  | Bờ Biển Ngà          | 3  | 1 | 0 | 2 | 5  | 6  | −1 | 3 |                                         |
| 4  | Serbia và Montenegro | 3  | 0 | 0 | 3 | 2  | 10 | −8 | 0 |                                         |

| 10 tháng 6 năm 2006  |       |                      |                                     |
| Argentina            | 2 - 1 | Bờ Biển Ngà          | AOL Arena, Hamburg                  |
| 11 tháng 6 năm 2006  |       |                      |                                     |
| Serbia và Montenegro | 0 - 1 | Hà Lan               | Zentralstadion, Leipzig             |
| 16 tháng 6 năm 2006  |       |                      |                                     |
| Argentina            | 6 - 0 | Serbia và Montenegro | Arena AufSchalke, Gelsenkirchen     |
| Hà Lan               | 2 - 1 | Bờ Biển Ngà          | Gottlieb-Daimler-Stadion, Stuttgart |
| 21 tháng 6 năm 2006  |       |                      |                                     |
| Hà Lan               | 0 - 0 | Argentina            | Commerzbank-Arena, Frankfurt        |
| Bờ Biển Ngà          | 3 - 2 | Serbia và Montenegro | Allianz Arena, München              |

#### Bảng D
| VT | Đội        | ST | T | H | B | BT | BB | HS | Đ | Giành quyền tham dự                     |
| -- | ---------- | -- | - | - | - | -- | -- | -- | - | --------------------------------------- |
| 1  | Bồ Đào Nha | 3  | 3 | 0 | 0 | 5  | 1  | +4 | 9 | Giành quyền vào vòng đấu loại trực tiếp |
| 2  | México     | 3  | 1 | 1 | 1 | 4  | 3  | +1 | 4 | Giành quyền vào vòng đấu loại trực tiếp |
| 3  | Angola     | 3  | 0 | 2 | 1 | 1  | 2  | −1 | 2 |                                         |
| 4  | Iran       | 3  | 0 | 1 | 2 | 2  | 6  | −4 | 1 |                                         |

| 11 tháng 6 năm 2006 |       |            |                                 |
| México              | 3 - 1 | Iran       | EasyCredit-Stadion, Nuremberg   |
| Angola              | 0 - 1 | Bồ Đào Nha | RheinEnergieStadion, Cologne    |
| 16 tháng 6 năm 2006 |       |            |                                 |
| México              | 0 - 0 | Angola     | AWD-Arena, Hannover             |
| 17 tháng 6 năm 2006 |       |            |                                 |
| Bồ Đào Nha          | 2 - 0 | Iran       | Commerzbank-Arena, Frankfurt    |
| 21 tháng 6 năm 2006 |       |            |                                 |
| Bồ Đào Nha          | 2 - 1 | México     | Arena AufSchalke, Gelsenkirchen |
| Iran                | 1 - 1 | Angola     | Zentralstadion, Leipzig         |

#### Bảng E
| VT | Đội          | ST | T | H | B | BT | BB | HS | Đ | Giành quyền tham dự                     |
| -- | ------------ | -- | - | - | - | -- | -- | -- | - | --------------------------------------- |
| 1  | Ý            | 3  | 2 | 1 | 0 | 5  | 1  | +4 | 7 | Giành quyền vào vòng đấu loại trực tiếp |
| 2  | Ghana        | 3  | 2 | 0 | 1 | 4  | 3  | +1 | 6 | Giành quyền vào vòng đấu loại trực tiếp |
| 3  | Cộng hòa Séc | 3  | 1 | 0 | 2 | 3  | 4  | −1 | 3 |                                         |
| 4  | Hoa Kỳ       | 3  | 0 | 1 | 2 | 2  | 6  | −4 | 1 |                                         |

| 12 tháng 6 năm 2006 |       |              |                                           |
| Hoa Kỳ              | 0 - 3 | Cộng hòa Séc | Arena AufSchalke, Gelsenkirchen           |
| Ý                   | 2 - 0 | Ghana        | AWD-Arena, Hannover                       |
| 17 tháng 6 năm 2006 |       |              |                                           |
| Cộng hòa Séc        | 0 - 2 | Ghana        | RheinEnergieStadion, Cologne              |
| Ý                   | 1 - 1 | Hoa Kỳ       | Sân vận động Fritz Walter, Kaiserslautern |
| 22 tháng 6 năm 2006 |       |              |                                           |
| Cộng hòa Séc        | 0 - 2 | Ý            | AOL Arena, Hamburg                        |
| Ghana               | 2 - 1 | Hoa Kỳ       | EasyCredit-Stadion, Nuremberg             |

#### Bảng F
| VT | Đội      | ST | T | H | B | BT | BB | HS | Đ | Giành quyền tham dự                     |
| -- | -------- | -- | - | - | - | -- | -- | -- | - | --------------------------------------- |
| 1  | Brasil   | 3  | 3 | 0 | 0 | 7  | 1  | +6 | 9 | Giành quyền vào vòng đấu loại trực tiếp |
| 2  | Úc       | 3  | 1 | 1 | 1 | 5  | 5  | 0  | 4 | Giành quyền vào vòng đấu loại trực tiếp |
| 3  | Croatia  | 3  | 0 | 2 | 1 | 2  | 3  | −1 | 2 |                                         |
| 4  | Nhật Bản | 3  | 0 | 1 | 2 | 2  | 7  | −5 | 1 |                                         |

| 12 tháng 6 năm 2006 |       |          |                                           |
| Úc                  | 3 - 1 | Nhật Bản | Sân vận động Fritz Walter, Kaiserslautern |
| 13 tháng 6 năm 2006 |       |          |                                           |
| Brasil              | 1 - 0 | Croatia  | Olympiastadion, Berlin                    |
| 18 tháng 6 năm 2006 |       |          |                                           |
| Nhật Bản            | 0 - 0 | Croatia  | EasyCredit-Stadion, Nuremberg             |
| Brasil              | 2 - 0 | Úc       | Allianz Arena, München                    |
| 22 tháng 6 năm 2006 |       |          |                                           |
| Nhật Bản            | 1 - 4 | Brasil   | Signal Iduna Park, Dortmund               |
| Croatia             | 2 - 2 | Úc       | Gottlieb-Daimler-Stadion, Stuttgart       |

#### Bảng G
| VT | Đội      | ST | T | H | B | BT | BB | HS | Đ | Giành quyền tham dự                     |
| -- | -------- | -- | - | - | - | -- | -- | -- | - | --------------------------------------- |
| 1  | Thụy Sĩ  | 3  | 2 | 1 | 0 | 4  | 0  | +4 | 7 | Giành quyền vào vòng đấu loại trực tiếp |
| 2  | Pháp     | 3  | 1 | 2 | 0 | 3  | 1  | +2 | 5 | Giành quyền vào vòng đấu loại trực tiếp |
| 3  | Hàn Quốc | 3  | 1 | 1 | 1 | 3  | 4  | −1 | 4 |                                         |
| 4  | Togo     | 3  | 0 | 0 | 3 | 1  | 6  | −5 | 0 |                                         |

| 13 tháng 6 năm 2006 |       |          |                                     |
| Hàn Quốc            | 2 - 1 | Togo     | Commerzbank-Arena, Frankfurt        |
| Pháp                | 0 - 0 | Thụy Sĩ  | Gottlieb-Daimler-Stadion, Stuttgart |
| 18 tháng 6 năm 2006 |       |          |                                     |
| Pháp                | 1 - 1 | Hàn Quốc | Zentralstadion, Leipzig             |
| 19 tháng 6 năm 2006 |       |          |                                     |
| Togo                | 0 - 2 | Thụy Sĩ  | Signal Iduna Park, Dortmund         |
| 23 tháng 6 năm 2006 |       |          |                                     |
| Togo                | 0 - 2 | Pháp     | RheinEnergieStadion, Cologne        |
| Thụy Sĩ             | 2 - 0 | Hàn Quốc | AWD-Arena, Hannover                 |

#### Bảng H
| VT | Đội         | ST | T | H | B | BT | BB | HS | Đ | Giành quyền tham dự                     |
| -- | ----------- | -- | - | - | - | -- | -- | -- | - | --------------------------------------- |
| 1  | Tây Ban Nha | 3  | 3 | 0 | 0 | 8  | 1  | +7 | 9 | Giành quyền vào vòng đấu loại trực tiếp |
| 2  | Ukraina     | 3  | 2 | 0 | 1 | 5  | 4  | +1 | 6 | Giành quyền vào vòng đấu loại trực tiếp |
| 3  | Tunisia     | 3  | 0 | 1 | 2 | 3  | 6  | −3 | 1 |                                         |
| 4  | Ả Rập Xê Út | 3  | 0 | 1 | 2 | 2  | 7  | −5 | 1 |                                         |

| 14 tháng 6 năm 2006 |       |             |                                           |
| Tây Ban Nha         | 4 - 0 | Ukraina     | Zentralstadion, Leipzig                   |
| Tunisia             | 2 - 2 | Ả Rập Xê Út | Allianz Arena, München                    |
| 19 tháng 6 năm 2006 |       |             |                                           |
| Ả Rập Xê Út         | 0 - 4 | Ukraina     | AOL Arena, Hamburg                        |
| Tây Ban Nha         | 3 - 1 | Tunisia     | Gottlieb-Daimler-Stadion, Stuttgart       |
| 23 tháng 6 năm 2006 |       |             |                                           |
| Ả Rập Xê Út         | 0 - 1 | Tây Ban Nha | Sân vận động Fritz Walter, Kaiserslautern |
| Ukraina             | 1 - 0 | Tunisia     | Olympiastadion, Berlin                    |

### Vòng đấu loại trực tiếp

#### Sơ đồ tóm tắt
|  | Round of 16                 | Round of 16               |                       |       | Tứ kết        | Tứ kết        |                       |                       | Bán kết | Bán kết |  |  | Chung kết | Chung kết |
|  |                             |                           |                       |       |               |               |                       |                       |         |         |  |  |           |           |
|  | 24 tháng 6 - München        |                           |                       |       |               |               |                       |                       |         |         |  |  |           |           |
|  |                             |                           |                       |       |               |               |                       |                       |         |         |  |  |           |           |
|  | Đức                         | 2                         |                       |       |               |               |                       |                       |         |         |  |  |           |           |
|  | Đức                         | 2                         | 30 tháng 6 – Berlin   |       |               |               |                       |                       |         |         |  |  |           |           |
|  | Thụy Điển                   | 0                         |                       |       |               |               |                       |                       |         |         |  |  |           |           |
|  | Thụy Điển                   | 0                         | Đức (pen.)            | 1 (4) |               |               |                       |                       |         |         |  |  |           |           |
|  | 24 tháng 6 - Leipzig        |                           | Đức (pen.)            | 1 (4) |               |               |                       |                       |         |         |  |  |           |           |
|  |                             | Argentina                 | 1 (2)                 |       |               |               |                       |                       |         |         |  |  |           |           |
|  | Argentina (h.p.)            | Argentina                 | 1 (2)                 | 2     |               |               |                       |                       |         |         |  |  |           |           |
|  | Argentina (h.p.)            |                           | 4 tháng 7 – Dortmund  | 2     |               |               |                       |                       |         |         |  |  |           |           |
|  | México                      | 1                         |                       |       |               |               |                       |                       |         |         |  |  |           |           |
|  | México                      | 1                         | Đức                   | 0     |               |               |                       |                       |         |         |  |  |           |           |
|  | 26 tháng 6 - Kaiserslautern |                           | Đức                   | 0     |               |               |                       |                       |         |         |  |  |           |           |
|  |                             | Ý (h.p.)                  | 2                     |       |               |               |                       |                       |         |         |  |  |           |           |
|  | Ý                           | Ý (h.p.)                  | 2                     | 1     |               |               |                       |                       |         |         |  |  |           |           |
|  | Ý                           | 30 tháng 6 - Hamburg      |                       | 1     |               |               |                       |                       |         |         |  |  |           |           |
|  | Úc                          | 0                         |                       |       |               |               |                       |                       |         |         |  |  |           |           |
|  | Úc                          | 0                         | Ý                     | 3     |               |               |                       |                       |         |         |  |  |           |           |
|  | 26 tháng 6 - Köln           |                           | Ý                     | 3     |               |               |                       |                       |         |         |  |  |           |           |
|  |                             | Ukraina                   | 0                     |       |               |               |                       |                       |         |         |  |  |           |           |
|  | Thụy Sĩ                     | Ukraina                   | 0                     | 0 (0) |               |               |                       |                       |         |         |  |  |           |           |
|  | Thụy Sĩ                     |                           | 9 tháng 7 - Berlin    | 0 (0) |               |               |                       |                       |         |         |  |  |           |           |
|  | Ukraina (pen.)              | 0 (3)                     |                       |       |               |               |                       |                       |         |         |  |  |           |           |
|  | Ukraina (pen.)              | 0 (3)                     | Ý (pen.)              | 1 (5) |               |               |                       |                       |         |         |  |  |           |           |
|  | 25 tháng 6 - Stuttgart      |                           | Ý (pen.)              | 1 (5) |               |               |                       |                       |         |         |  |  |           |           |
|  |                             | Pháp                      | 1 (3)                 |       |               |               |                       |                       |         |         |  |  |           |           |
|  | Anh                         | Pháp                      | 1 (3)                 | 1     |               |               |                       |                       |         |         |  |  |           |           |
|  | Anh                         | 1 tháng 7 - Gelsenkirchen |                       | 1     |               |               |                       |                       |         |         |  |  |           |           |
|  | Ecuador                     | 0                         |                       |       |               |               |                       |                       |         |         |  |  |           |           |
|  | Ecuador                     | 0                         | Anh                   | 0 (1) |               |               |                       |                       |         |         |  |  |           |           |
|  | 25 tháng 6 - Nürnberg       |                           | Anh                   | 0 (1) |               |               |                       |                       |         |         |  |  |           |           |
|  |                             | Bồ Đào Nha (pen.)         | 0 (3)                 |       |               |               |                       |                       |         |         |  |  |           |           |
|  | Bồ Đào Nha                  | Bồ Đào Nha (pen.)         | 0 (3)                 | 1     |               |               |                       |                       |         |         |  |  |           |           |
|  | Bồ Đào Nha                  |                           | 5 tháng 7 - München   | 1     |               |               |                       |                       |         |         |  |  |           |           |
|  | Hà Lan                      | 0                         |                       |       |               |               |                       |                       |         |         |  |  |           |           |
|  | Hà Lan                      | 0                         | Bồ Đào Nha            | 0     |               |               |                       |                       |         |         |  |  |           |           |
|  | 27 tháng 6 - Dortmund       |                           | Bồ Đào Nha            | 0     |               |               |                       |                       |         |         |  |  |           |           |
|  |                             | Pháp                      | 1                     |       | Tranh hạng ba | Tranh hạng ba |                       |                       |         |         |  |  |           |           |
|  | Brasil                      | Pháp                      | 1                     | 3     | Tranh hạng ba | Tranh hạng ba |                       |                       |         |         |  |  |           |           |
|  | Brasil                      | 1 tháng 7 - Frankfurt     | 1 tháng 7 - Frankfurt | 3     |               |               | 8 tháng 7 - Stuttgart | 8 tháng 7 - Stuttgart |         |         |  |  |           |           |
|  | Ghana                       | 1 tháng 7 - Frankfurt     | 1 tháng 7 - Frankfurt | 0     |               |               | 8 tháng 7 - Stuttgart | 8 tháng 7 - Stuttgart |         |         |  |  |           |           |
|  | Ghana                       | Brasil                    | 0                     | 0     | Đức           | 3             |                       |                       |         |         |  |  |           |           |
|  | 27 tháng 6 - Hannover       | Brasil                    | 0                     |       | Đức           | 3             |                       |                       |         |         |  |  |           |           |
|  |                             | Pháp                      | 1                     |       | Bồ Đào Nha    | 1             |                       |                       |         |         |  |  |           |           |
|  | Tây Ban Nha                 | Pháp                      | 1                     | 1     | Bồ Đào Nha    | 1             |                       |                       |         |         |  |  |           |           |
|  | Tây Ban Nha                 |                           |                       | 1     |               |               |                       |                       |         |         |  |  |           |           |
|  | Pháp                        | 3                         |                       |       |               |               |                       |                       |         |         |  |  |           |           |
|  | Pháp                        | 3                         |                       |       |               |               |                       |                       |         |         |  |  |           |           |

#### Vòng 16 đội
| Đức              | 2 - 0    | Thụy Điển |
| ---------------- | -------- | --------- |
| Podolski 4', 12' | Chi tiết |           |

| Argentina                  | 2 - 1 (s.h.p.) | México     |
| -------------------------- | -------------- | ---------- |
| Crespo 10' · Rodríguez 98' | Chi tiết       | Márquez 6' |

| Anh         | 1 - 0    | Ecuador |
| ----------- | -------- | ------- |
| Beckham 60' | Chi tiết |         |

| Bồ Đào Nha  | 1 - 0    | Hà Lan |
| ----------- | -------- | ------ |
| Maniche 23' | Chi tiết |        |

| Ý                   | 1 - 0    | Úc |
| ------------------- | -------- | -- |
| Totti 90+5' (ph.đ.) | Chi tiết |    |

| Thụy Sĩ                       | 0 - 0 (s.h.p.) | Ukraina                                  |
| ----------------------------- | -------------- | ---------------------------------------- |
|                               | Chi tiết       |                                          |
| Loạt sút luân lưu             |                |                                          |
| Streller · Barnetta · Cabanas | 0 - 3          | Shevchenko · Milevskiy · Rebrov · Husyev |

| Brasil                                      | 3 - 0    | Ghana |
| ------------------------------------------- | -------- | ----- |
| Ronaldo 5' · Adriano 45+1' · Zé Roberto 84' | Chi tiết |       |

| Tây Ban Nha       | 1 - 3    | Pháp                                   |
| ----------------- | -------- | -------------------------------------- |
| Villa 28' (ph.đ.) | Chi tiết | Ribéry 41' · Vieira 83' · Zidane 90+2' |

#### Tứ kết
| Đức                                      | 1 - 1 (s.h.p.) | Argentina                            |
| ---------------------------------------- | -------------- | ------------------------------------ |
| Klose 80'                                | Chi tiết       | Ayala 49'                            |
| Loạt sút luân lưu                        |                |                                      |
| Neuville · Ballack · Podolski · Borowski | 4 - 2          | Cruz · Ayala · Rodríguez · Cambiasso |

| Ý                            | 3 - 0    | Ukraina |
| ---------------------------- | -------- | ------- |
| Zambrotta 6' · Toni 59', 69' | Chi tiết |         |

| Anh                                        | 0 - 0 (s.h.p.) | Bồ Đào Nha                                |
| ------------------------------------------ | -------------- | ----------------------------------------- |
|                                            | Chi tiết       |                                           |
| Loạt sút luân lưu                          |                |                                           |
| Lampard · Hargreaves · Gerrard · Carragher | 1 - 3          | Simão · Viana · Petit · Postiga · Ronaldo |

| Brasil | 0 - 1    | Pháp      |
| ------ | -------- | --------- |
|        | Chi tiết | Henry 57' |

#### Bán kết
| Đức | 0 - 2 (s.h.p.) | Ý                              |
| --- | -------------- | ------------------------------ |
|     | Chi tiết       | Grosso 119' · Del Piero 120+1' |

| Bồ Đào Nha | 0 - 1    | Pháp               |
| ---------- | -------- | ------------------ |
|            | Chi tiết | Zidane 33' (ph.đ.) |

#### Tranh hạng ba
| Đức                                        | 3 - 1    | Bồ Đào Nha     |
| ------------------------------------------ | -------- | -------------- |
| Schweinsteiger 56', 78' · Petit 60' (l.n.) | Chi tiết | Nuno Gomes 88' |

#### Chung kết
| Ý                                                 | 1 - 1 (s.h.p.) | Pháp                                  |
| ------------------------------------------------- | -------------- | ------------------------------------- |
| Materazzi 19'                                     | Chi tiết       | Zidane 7' (ph.đ.)                     |
| Loạt sút luân lưu                                 |                |                                       |
| Pirlo · Materazzi · De Rossi · Del Piero · Grosso | 5 - 3          | Wiltord · Trezeguet · Abidal · Sagnol |

| Ý Lần thứ tư |

## Biểu tượng

### Linh vật

Goleo VI và Pille - linh vật của Giải vô địch bóng đá thế giới 2006

Linh vật chính thức của giải đấu là Goleo VI và Pille, một chú sư tử mặc đồng phục thi đấu số 06 của đội tuyển bóng đá quốc gia Đức cùng một trái banh biết nói.

### Âm nhạc
Bài hát chính thức của giải là bài "The Time of Our Lives" của Il Divo và Toni Braxton. Nhạc hiệu chính thức của giải là bài "Zeit dass sich was dreht (Celebrate The Day)" của Herbert Grönemeyer hợp tác với Amadou et Mariam.

## Sự kiện liên quan
- Cầu thủ đội tuyển Croatia Josip Šimunić trở thành cầu thủ đầu tiên (và có thể là duy nhất) bị phạt ba thẻ vàng trong một trận đấu. Josip Šimunić bị trọng tài người Anh Graham Poll phạt thẻ vàng vào các phút thứ 61, 90 (quên không rút thẻ đỏ) và 92 trong trận đấu Croatia – Úc ngày 22 tháng 6 [21][22].
- Ronaldo lập kỷ lục ghi bàn mới tại các kỳ World Cup. Với ba bàn thắng có được tại World Cup 2006, tiền đạo người Brasil này đã có tổng cộng 15 bàn thắng (sau khi tham dự ba kỳ World Cup 1998, 2002, và 2006), vượt qua kỷ lục 14 bàn của Gerd Müller được xác lập cách đây 32 năm (sau khi tham dự hai kỳ World Cup 1970, 1974).
- Quả bóng vàng được trao cho Zinedine Zidane (Pháp) – một quyết định gây tranh cãi vì tấm thẻ đỏ trong trận chung kết. Bộ đôi tấn công của nước chủ nhà Đức chia nhau hai giải cá nhân: Chiếc giày vàng thuộc về Miroslav Klose (5 bàn), còn Lukas Podolski được bình chọn là Cầu thủ trẻ hay nhất (ghi 3 bàn). Gianluigi Buffon của Ý được bình chọn là thủ môn hay nhất (chỉ để thủng lưới hai bàn, trong đó có một bàn phản lưới nhà).
- Thụy Sĩ đã xác lập được hai kỷ lục mới tại các kỳ World Cup sau trận gặp Ukraina. Lần đầu tiên trong 76 năm lịch sử của giải, có một đội tuyển không để thủng lưới trong tất cả các trận đấu tại một kỳ World Cup. Họ cũng trở thành đội tuyển đầu tiên không ghi được bàn nào trong một loạt sút luân lưu khi để thua trắng 0–3 trong trận 1/8 gặp Ukraina sau khi hòa 0–0 trong 120 phút thi đấu chính thức.
- Với 8 thẻ vàng và bốn thẻ đỏ gián tiếp dành cho Costinha, Deco, Boulahrouz, van Bronckhorst, trận đấu Bồ Đào Nha – Hà Lan (1–0) đã trở thành trận đấu có nhiều thẻ đỏ nhất trong lịch sử các vòng chung kết bóng đá thế giới. Điều khiển trận đấu này là trọng tài Ivanov (Nga).
- Đức đã vượt qua thành tích của México để trở thành đội tuyển đầu tiên được đá ở bốn trận khai mạc (năm 1938, 1978, 1994 và 2006).
- Bàn thắng sớm nhất của giải được ghi ở giây 67, do công của Asamoah Gyan trong trận gặp Cộng hòa Séc (2-0). Bàn thắng sớm nhất trong lịch sử các vòng chung kết bóng đá thế giới vẫn thuộc về Hakan Sukur (Thổ Nhĩ Kỳ). Trong trận gặp Hàn Quốc ở World Cup 2002, anh đã ghi bàn ngay ở giây thứ 11 của trận đấu.
- 5 đội tuyển có huấn luyện viên trưởng là người Brasil: Brasil (Carlos Alberto Parreira), Costa Rica (Alexandre Guimaraes), Nhật Bản (Zico), Bồ Đào Nha (Luiz Felipe Scolari) và Ả Rập Saudi (Marcos Paqueta).
- 4 đội tuyển có huấn luyện viên trưởng là người Hà Lan: Hà Lan (Marco van Basten), Hàn Quốc (Dick Advocaat), Trinidad và Tobago (Leo Beenhakker) và Úc (Guus Hiddink).
- Khi Serbia và Montenegro tuyên bố độc lập thành Serbia và Montenegro vào ngày 5 tháng 6 năm 2006, đây là lần đầu tiên tại giải có một đội tuyển tham dự cho một quốc gia không còn tồn tại.
- Nếu không kể giải vô địch lần thứ nhất năm 1930, đây là lần có nhiều đội tuyển tham dự lần đầu tiên nhất (8 đội).
- Trọng tài người Argentina Horacio Elizondo trở thành trọng tài đầu tiên được bắt chính cả hai trận đấu khai mạc và chung kết trong cùng một vòng chung kết. Ngoài ra, ông còn lập kỷ lục bắt chính năm trận trong cùng một vòng chung kết.

## Các giải thưởng
- Cầu thủ xuất sắc nhất (giải Quả bóng vàng):  Zinédine Zidane
- Cầu thủ ghi bàn nhiều nhất (giải Chiếc giày vàng):  Miroslav Klose (5 bàn)
- Cầu thủ trẻ xuất sắc nhất:  Lukas Podolski
- Thủ môn xuất sắc nhất (giải Yashin):  Gianluigi Buffon
- Đội bóng chiếm giải phong cách (fair play):  Brasil và  Tây Ban Nha
- Đội bóng gây nhiều hào hứng nhất:  Bồ Đào Nha

## Đội hình toàn sao
| Thủ môn                               | Hậu vệ                                                                                                  | Tiền vệ | Tiền đạo                                             |
| ------------------------------------- | --- | --- | ---------------------------------------------------- |
| Gianluigi Buffon Jens Lehmann Ricardo | Roberto Ayala John Terry Lilian Thuram Philipp Lahm Fabio Cannavaro Gianluca Zambrotta Ricardo Carvalho | Zé Roberto Patrick Vieira Zinedine Zidane Michael Ballack Andrea Pirlo Gennaro Gattuso Francesco Totti Luís Figo Maniche | Hernán Crespo Thierry Henry Miroslav Klose Luca Toni |

## Cầu thủ ghi bàn
5 bàn
- Miroslav Klose

3 bàn
- Hernán Crespo
- Maxi Rodríguez
- Ronaldo
- Thierry Henry
- Zinédine Zidane
- Lukas Podolski
- Fernando Torres
- David Villa

2 bàn
- Tim Cahill
- Adriano
- Paulo Wanchope
- Tomáš Rosický
- Agustin Delgado
- Carlos Tenorio
- Steven Gerrard
- Patrick Vieira
- Bastian Schweinsteiger
- Luca Toni
- Marco Materazzi
- Aruna Dindane
- Omar Bravo
- Bartosz Bosacki
- Maniche
- Alexander Frei
- Andriy Shevchenko

1 bàn
- Flávio Amado
- Roberto Ayala
- Cambiasso
- Lionel Messi
- Javier Saviola
- Carlos Tevez
- John Aloisi
- Harry Kewell
- Craig Moore
- Fred
- Gilberto
- Juninho
- Kaká
- Zé Roberto
- Rónald Gómez
- Niko Kovač
- Darijo Srna
- Jan Koller
- Ivan Kaviedes
- David Beckham
- Joe Cole
- Peter Crouch
- Franck Ribéry
- Torsten Frings
- Philipp Lahm
- Oliver Neuville
- Stephen Appiah
- Haminu Dramani
- Asamoah Gyan
- Sulley Muntari
- Sohrab Bakhtiarizade
- Yahya Golmohammadi
- Alessandro Del Piero
- Alberto Gilardino
- Fabio Grosso
- Vincenzo Iaquinta
- Filippo Inzaghi
- Andrea Pirlo
- Francesco Totti
- Gianluca Zambrotta
- Didier Drogba
- Kalou
- Bakary Kone
- Nakamura Shunsuke
- Tamada Keiji
- Ahn Jung-Hwan
- Lee Chun-Soo
- Park Ji-Sung
- Francisco Fonseca
- Rafael Márquez
- Zinha
- Ruud van Nistelrooy
- Robin van Persie
- Arjen Robben
- Nelson Cuevas
- Deco
- Pauleta
- Cristiano Ronaldo
- Simão Sabrosa
- Nuno Gomes
- Sami Al-Jaber
- Yasser Al-Qahtani
- Saša Ilić
- Nikola Žigić
- Xabi Alonso
- Juanito
- Raúl
- Marcus Allbäck
- Henrik Larsson
- Fredrik Ljungberg
- Tranquillo Barnetta
- Philippe Senderos
- Mohamed Kader
- Radhi Jaidi
- Ziad Jaziri
- Jaouhar Mnari
- Clint Dempsey
- Maksim Kalynychenko
- Serhiy Rebrov
- Andriy Rusol

phản lưới nhà
- Cristian Zaccardo (trận gặp Hoa Kỳ)
- Carlos Gamarra (trận gặp Anh)
- Petit (trận gặp Đức)
- Brent Sancho (trận gặp Paraguay)

## Xếp hạng
32 đội bóng lọt vào vòng chung kết được xếp hạng dựa theo tiêu chuẩn của FIFA và kết quả các trận đấu vừa qua .
| Hạng                  | Đội                  | Bảng | Trận | Thắng | Hoà | Thua | BT | BB | HS  | Điểm |
| --------------------- | -------------------- | ---- | ---- | ----- | --- | ---- | -- | -- | --- | ---- |
| Chung kết             |                      |      |      |       |     |      |    |    |     |      |
| 1                     | Ý                    | E    | 7    | 5     | 2   | 0    | 12 | 2  | +10 | 17   |
| 2                     | Pháp                 | G    | 7    | 4     | 3   | 0    | 9  | 3  | +6  | 15   |
| 3                     | Đức                  | A    | 7    | 5     | 1   | 1    | 14 | 6  | +8  | 16   |
| 4                     | Bồ Đào Nha           | D    | 7    | 4     | 1   | 2    | 7  | 5  | +2  | 13   |
| Bị loại ở tứ kết      |                      |      |      |       |     |      |    |    |     |      |
| 5                     | Brasil               | F    | 5    | 4     | 0   | 1    | 10 | 2  | +8  | 12   |
| 6                     | Argentina            | C    | 5    | 3     | 2   | 0    | 11 | 3  | +8  | 11   |
| 7                     | Anh                  | B    | 5    | 3     | 2   | 0    | 6  | 2  | +4  | 11   |
| 8                     | Ukraina              | H    | 5    | 2     | 1   | 2    | 5  | 7  | −2  | 7    |
| Bị loại ở vòng 16 đội |                      |      |      |       |     |      |    |    |     |      |
| 9                     | Tây Ban Nha          | H    | 4    | 3     | 0   | 1    | 9  | 4  | +5  | 9    |
| 10                    | Thụy Sĩ              | G    | 4    | 2     | 2   | 0    | 4  | 0  | +4  | 8    |
| 11                    | Hà Lan               | C    | 4    | 2     | 1   | 1    | 3  | 2  | +1  | 7    |
| 12                    | Ecuador              | A    | 4    | 2     | 0   | 2    | 5  | 4  | +1  | 6    |
| 13                    | Ghana                | E    | 4    | 2     | 0   | 2    | 4  | 6  | −2  | 6    |
| 14                    | Thụy Điển            | B    | 4    | 1     | 2   | 1    | 3  | 4  | −1  | 5    |
| 15                    | México               | D    | 4    | 1     | 1   | 2    | 5  | 5  | 0   | 4    |
| 16                    | Úc                   | F    | 4    | 1     | 1   | 2    | 5  | 6  | −1  | 4    |
| Bị loại ở vòng bảng   |                      |      |      |       |     |      |    |    |     |      |
| 17                    | Hàn Quốc             | G    | 3    | 1     | 1   | 1    | 3  | 4  | −1  | 4    |
| 18                    | Paraguay             | B    | 3    | 1     | 0   | 2    | 2  | 2  | 0   | 3    |
| 19                    | Bờ Biển Ngà          | C    | 3    | 1     | 0   | 2    | 5  | 6  | −1  | 3    |
| 20                    | Cộng hòa Séc         | E    | 3    | 1     | 0   | 2    | 3  | 4  | −1  | 3    |
| 21                    | Ba Lan               | A    | 3    | 1     | 0   | 2    | 2  | 4  | −2  | 3    |
| 22                    | Croatia              | F    | 3    | 0     | 2   | 1    | 2  | 3  | −1  | 2    |
| 23                    | Angola               | D    | 3    | 0     | 2   | 1    | 1  | 2  | −1  | 2    |
| 24                    | Tunisia              | H    | 3    | 0     | 1   | 2    | 3  | 6  | −3  | 1    |
| 25                    | Hoa Kỳ               | E    | 3    | 0     | 1   | 2    | 2  | 6  | −4  | 1    |
| 25                    | Iran                 | D    | 3    | 0     | 1   | 2    | 2  | 6  | −4  | 1    |
| 27                    | Trinidad và Tobago   | B    | 3    | 0     | 1   | 2    | 0  | 4  | −4  | 1    |
| 28                    | Nhật Bản             | F    | 3    | 0     | 1   | 2    | 2  | 7  | −5  | 1    |
| 28                    | Ả Rập Xê Út          | H    | 3    | 0     | 1   | 2    | 2  | 7  | −5  | 1    |
| 30                    | Togo                 | G    | 3    | 0     | 0   | 3    | 1  | 6  | −5  | 0    |
| 31                    | Costa Rica           | A    | 3    | 0     | 0   | 3    | 3  | 9  | −6  | 0    |
| 32                    | Serbia và Montenegro | C    | 3    | 0     | 0   | 3    | 2  | 10 | −8  | 0    |